# ناخن‌برداری

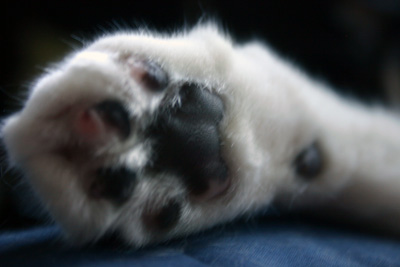
نمای نزدیک از پنجه بدون ناخن

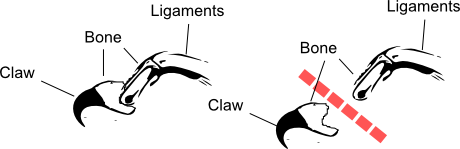
نمودار محل قطع عضو را نشان می‌دهد

ناخن‌برداری (به انگلیسی: Onychectomy)، که عموماً به عنوان چنگال‌برداری (به انگلیسی: declawing) شناخته می‌شود، عملی است برای برداشتن چنگال جانور از طریق جراحی با استفاده از قطع عضو همه یا بخشی از بند انگشن انتهایی یا استخوان‌های انتهایی انگشتان پای جانور. از آنجایی که پنجه از بافت زایا در بند انگشت سوم ایجاد می‌شود، قطع استخوان برای برداشتن کامل پنجه ضروری است. اصطلاح Onychectomy (منشأ یونانی onyx به معنی 'ناخن' + ektomēبه معنی 'بریدن' و 'برداشتن') و چنگال‌برداری پنجه به معنای برداشتن سرپنجه است، اما توصیف مناسب‌تر، phalangectomy, برداشتن استخوان انگشت پا است.
اگرچه این کار تا حدودی در کانادا و ایالات متحده رایج بوده‌است، چنگال‌برداری به عنوان یک عمل ظلم به حیوانات در بسیاری از کشورها در نظر گرفته می‌شود، (به «اقدامات حذف بند» در زیر مراجعه کنید) زیرا سبب رنج جسمی و روانی برای جانور می‌شود (اگرچه به میزان قابل توجهی این رنج قابل بحث است).

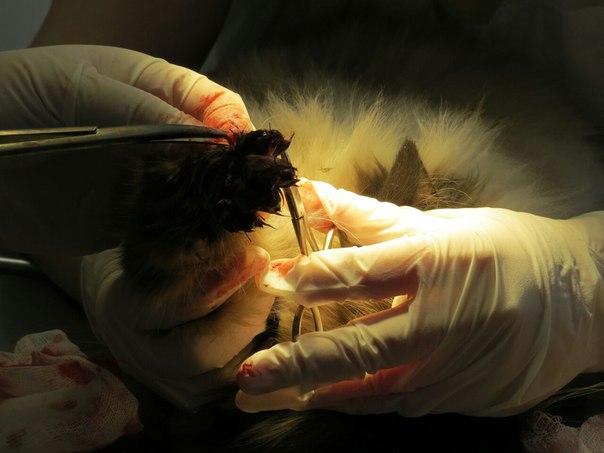
ناخن‌برداری در حال انجام

در یک نظرسنجی از ۲۷۶ صاحب گربه، ۳۴٪ ناراحتی پس از جراحی در گربه‌های خود را گزارش کردند، در حالی که ۷۸٪ در درجه اول حساسیت را گزارش کردند. زمان بهبودی از سه روز تا دو هفته طول کشید. افزایش قدرت یا دفعه گاز گرفتن در ۴٪ از گربه‌ها گزارش شد، اما در کل، ۹۶٪ از صاحبان از جراحی راضی بودند. برخی مطالعات دیگر لنگش بعد از ناخن‌برداری را به مدت بیش از ۳ روز، > 1 هفته، 8 روز، > 12 روز، 180 روز، و ۹۶ ماه نشان دادند.

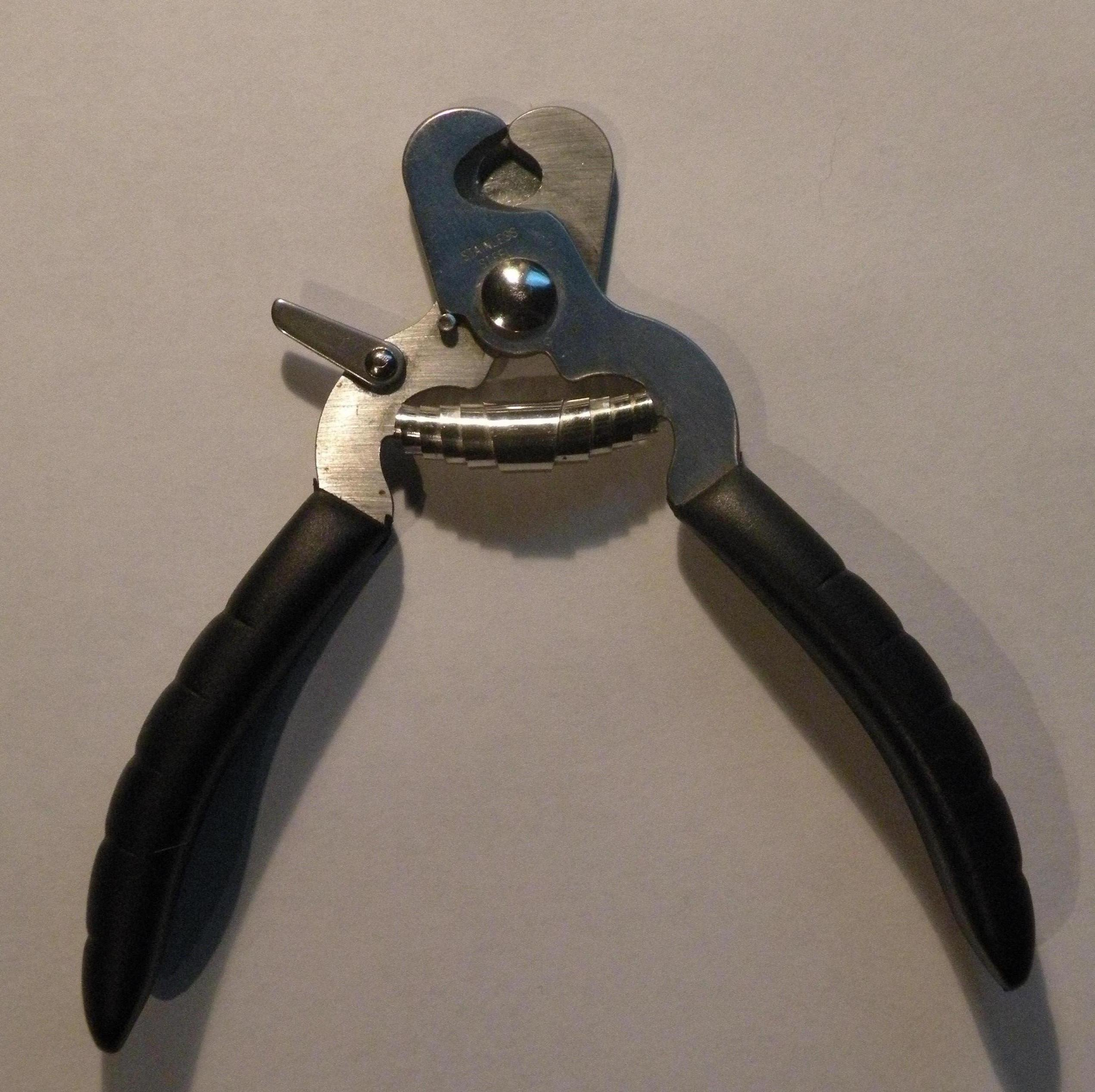
یک قیچی سرپنجه